# El Fuertecito
El Fuertecito es una localidad argentina en el Departamento San Justo de la Provincia de Córdoba. Se encuentra sobre la Ruta Nacional 19, 7 km al este de la ciudad de Arroyito, de la cual depende administrativamente.
La localidad se desarrolló a partir de la estación de ferrocarril, pero perdió fuerza por el crecimiento industrial de la cercana Arroyito. El agua potable llegó en 2006, a través de un pozo de agua semisurgente. En 2010 comenzaron las obras para la red del gas natural.

## Población
Cuenta con 297 habitantes (Indec, 2010), lo que representa un descenso del 11,6% frente a los 336 habitantes (Indec, 2001) del censo anterior.
| Gráfica de evolución demográfica de El Fuertecito entre 1991 y 2010 |
|                                                                     |
| Fuente: Censos nacionales del INDEC                                 |